# Henri Lavoix
Henri Michel Lavoix est un numismate et bibliothécaire français né à Nant le 19 janvier 1820 et mort à Paris le 23 octobre 1892.

## Biographie
Henri Lavoix entre au Cabinet des médailles de la Bibliothèque nationale de France en 1849. Il s'y consacre à l'étude de la collection des monnaies islamiques, dont les monnaies étaient jusqu'alors délaissées. Il réussit, en associant le conservateur en chef Anatole Chabouillet, à augmenter substantiellement la collection de monnaies islamiques notamment celles des Omeyyades, des Abbassides et des Fatimides .
En 1851, il publie sa première étude numismatique, « Mémoire sur les dinars à légendes latines frappées en Espagne en l'an CXI de l'Hégire ».
Plus tard, il a édité le catalogue des pièces de monnaie islamiques du Cabinet. Le premier volume, Khalifes orientaux, est imprimé en 1887 et le second, Espagne et Afrique, sort en 1891. Alors que le troisième volume, Égypte et Syrie *, est déjà en cours d'impression, Lavoix est victime d'un accident vasculaire cérébral et meurt dans la nuit du 22 au 23 octobre 1892. Le travail est imprimé grâce à Paul Casanova.
Il est conservateur en chef du cabinet des médailles de 1890 à 1892, succédant à Chabouillet .
Henri-Michel Lavoix s'intéressait principalement à la culture de l'Orient, où il avait voyagé dans sa jeunesse et avait également écrit plusieurs articles sur l'art arabe. En plus de son activité numismatique, il rédige plusieurs articles sur l'art, la littérature et le théâtre dans Le Moniteur, le Journal Officiel, la Gazette des Beaux-Arts et la critique théâtrale de L'Illustration sous le pseudonyme de Savigny, nom d'un oncle maternel survivant du naufrage de La Méduse.

## Famille
Henri Michel Lavoix est le fils d'Armand Lavoix, commis des contributions indirectes, fils de Michel Lavoix (1755-1842) maire de Marthon, marié le 22 avril 1819 à Rochefort avec Marie Émilie Savigny.
Il  est le père d'Henri Marie François Lavoix (1846-1897), musicographe, conservateur à la bibliothèque Sainte-Geneviève en 1885, qu'il a eu de sa relation avec Marie-Louise Tallemant (née en 1817).
Il s'est marié le 27 février 1886 avec Marguerite Lemoins.

## Décoration
- Chevalier de la Légion d'honneur, le 14 août 1862[4].

## Publications
- « Mémoire sur les dinars à légendes latines frappées en Espagne en l'an CXI de l'Hégire », Revue archéologique,‎ janvier-juin 1851, p. 671-679 (lire en ligne)
- « les Azziministes », Gazette des beaux arts,‎ 1862, p. 64-74 (lire en ligne)
- « Les arts musulmans », Gazette des beaux arts,‎ juillet-décembre 1875, p. 97-113, 312-321, 423-437 (lire en ligne)
- « Les arts musulmans. De l'ornementation arabe dans les œuvres des maîtres italiens », Gazette des beaux arts,‎ juillet-décembre 1877, p. 15-29 (lire en ligne)
- Monnaies à légendes arabes frappées en Syrie par les Croisés, Paris, Joseph Baer et Cie, 1877, 62 p. (lire en ligne)
- La première représentation du Misanthrope. 4 juin 1666, Paris, Alphonse Lemerre éditeur, 1877 (lire en ligne)
- « La collection Albert Goupil : II-L'art oriental », Gazette des beaux arts,‎ juillet décembre 1885, p. 287-307 (lire en ligne)
- Catalogue des monnaies musulmanes de la Bibliothèque nationale : Khalifes orientaux, Paris, Imprimerie nationale, 1887, LIV-547-X planches (lire en ligne)
- Catalogue des monnaies musulmanes de la Bibliothèque nationale : Espagne et Afrique, Paris, Imprimerie nationale, 1891, XLVII-572-XIV planches (lire en ligne)
- Catalogue des monnaies musulmanes de la Bibliothèque nationale : Égypte et Syrie, Paris, Imprimerie nationale, 1896 (lire en ligne)